# Лукечешть (Марамуреш)
Лукечешть, Лукечешті (рум. Lucăcești) — село у повіті Марамуреш в Румунії. Входить до складу комуни Мірешу-Маре.
Село розташоване на відстані 405 км на північний захід від Бухареста, 23 км на південний захід від Бая-Маре, 87 км на північ від Клуж-Напоки.

## Населення
За даними перепису населення 2002 року у селі проживала 631 особа, з них 628 осіб (99,5%) румунів. Рідною мовою 628 осіб (99,5%) назвали румунську.